# Ruch programowo-metodyczny
Ruch programowo-metodyczny – jednostka w strukturze organizacji harcerskich o charakterze poziomym.

## Związek Harcerstwa Polskiego

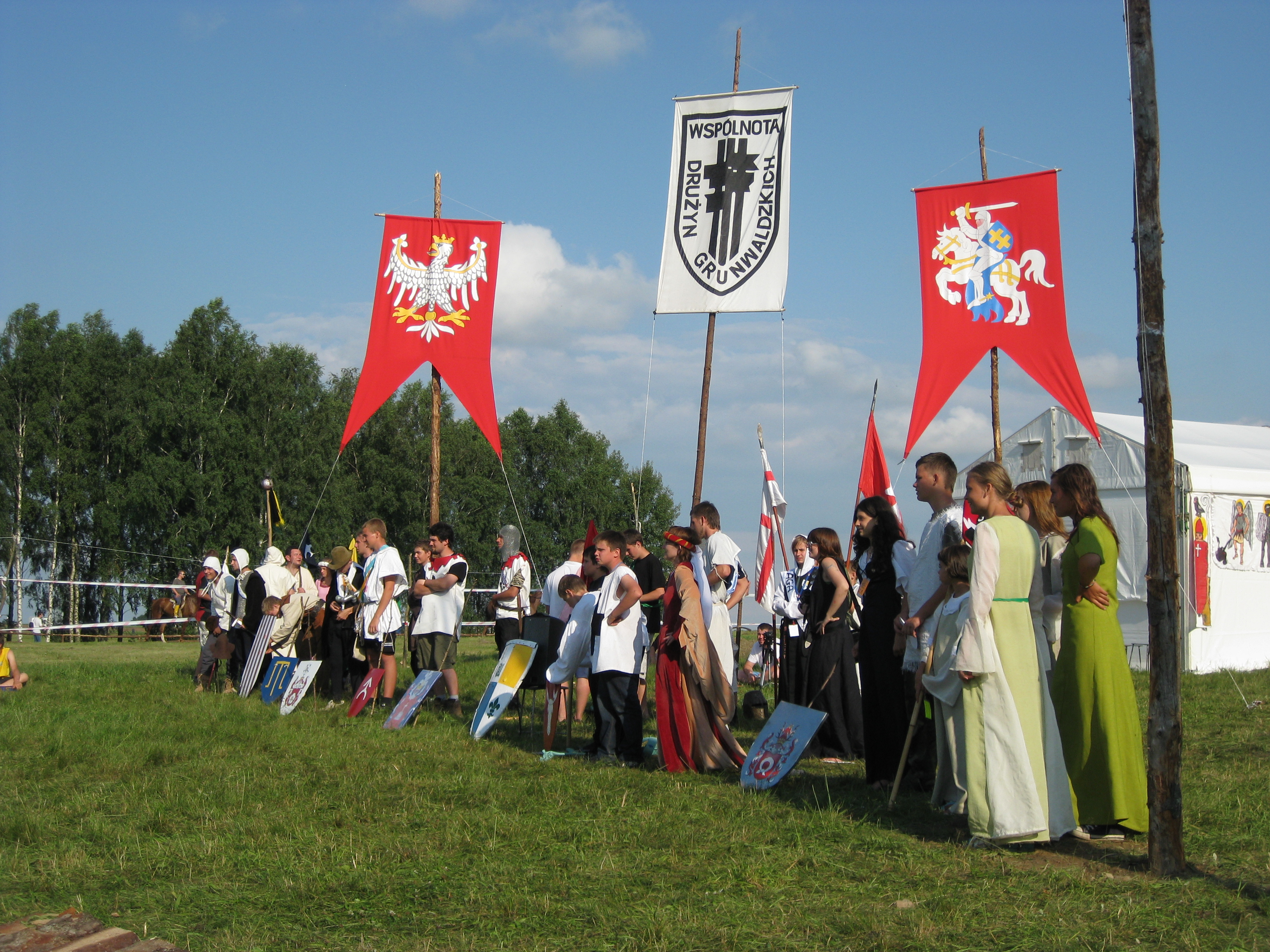
Ogólnopolski Harcerski Zlot Grunwaldzki – doroczne spotkanie członków Ogólnopolskiego Ruchu Programowo-Metodycznego „Wspólnota Drużyn Grunwaldzkich” na polu historycznej bitwy z 1410

W Związku Harcerstwa Polskiego ruchy programowo-metodyczne skupiają członków oraz jednostki organizacyjne ZHP. Stanowią formę współdziałania w celach doskonalenia programu i metodyki, wymiany doświadczeń i upowszechniania inicjatyw programowych i metodycznych, realizacji konkretnego zadania, inicjatywy społecznej lub kierunku służby. Z uwagi na zasięg ruch programowo-metodyczny może być ogólnopolski, regionalny lub środowiskowy. Ruchy programowo-metodyczne podlegają rejestracji. Zasady postępowania w sprawach ruchów programowo-metodycznych określa Główna Kwatera ZHP.

### Ruchy ogólnopolskie
- Ogólnopolski Ruch Programowo-Metodyczny „Wspólnota Drużyn Grunwaldzkich” (nr 1 w rejestrze ruchów, data powstania 12 maja 1991, wpisany do rejestru 20 sierpnia 1998)
- Krajowa Rada Kręgów Seniorów i Starszyzny Harcerskiej, do 20 grudnia 2004 jako Krajowa Rada Harcerskich Kręgów Seniorów[1] (nr 2 w rejestrze ruchów)
- Ogólnopolski Ruch Programowo-Metodyczny „Klub Pikującego Orła” (nr 3 w rejestrze ruchów)
- Ogólnopolski Ruch Programowo-Metodyczny „Krąg Płaskiego Węzła” (nr 11 w rejestrze ruchów, wpisany do rejestru 17 lipca 2007[2])
- Ruch Programowo-Metodyczny „Liga Odkrywców”, używający nazwy uproszczonej „Programowy Ruch Odkrywców” oraz skrótowca „PRO”[3] (nr 16 w rejestrze ruchów, wpisany do rejestru 30 marca 2015[4])
- Ruch Programowo-Metodyczny „Harcerstwo dla każdego” (nr 18 w rejestrze ruchów, wpisany do rejestru 15 września 2017[5])
- Ruch Programowo-Metodyczny "Pryzmat" (nr 19 w rejestrze ruchów, wpisany do rejestru 23 października 2019[6])

### Ruchy regionalne
- Ruch Programowo-Metodyczny „21” – Chorągiew Wielkopolska ZHP (nr 13 w rejestrze ruchów, wpisany do rejestru 20 lipca 2010[7])

### Ruchy historyczne
- Wolne Harcerstwo (działało w latach 1921-1923)
- Koło Instruktorów im. Mieczysława Bema (działało w latach 1931-1939)
- Krąg Instruktorów Harcerskich im. Andrzeja Małkowskiego (ruch o zasięgu ogólnopolskim, działał w latach 1980-1982)
- Ruch „Przyszłość Harcerstwa” (działał na początku lat 80. XX wieku)
- Ruch „Harcerskie Poradnictwo” (działał od 1977 do początku lat 90. XX wieku)
- Akademia Przygody (ruch o zasięgu regionalnym, działał w latach 1988-1993, przekształcony w samodzielne stowarzyszenie)
- Ruch Całym Życiem (nr 5 w rejestrze ruchów, wpisany do rejestru 20 października 1999[8], rozwiązał się 24 lutego 2007)
- Ruch Programowo-Metodyczny „Wędrownictwo” (nr 6 w rejestrze ruchów, rok powstania 1990[9], wpisany do rejestru 20 grudnia 2000[9], wykreślony z rejestru 20 kwietnia 2005[10])
- Ruch Programowo-Metodyczny „Bractwo Zawiszy Czarnego” (nr 8 w rejestrze ruchów, wpisany do rejestru 20 lutego 2001[11], nie figurował w rejestrze 20 kwietnia 2005[10], przekształcony w Stowarzyszenie Dorosłych Harcerek i Harcerzy "Bractwo Zawiszy Czarnego")
- Ruch Programowo-Metodyczny „Harcerski Korpus Srebrnogórski” – regionalny w Chorągwi Śląskiej ZHP (nr 9 w rejestrze ruchów, wpisany do rejestru 20 marca 2001[12], nie figurował w rejestrze 20 kwietnia 2005[10])
- Ruch Programowo-Metodyczny „Wspólnota Bieszczadzka” (nr 10 w rejestrze ruchów, wpisany do rejestru 20 czerwca 2002[13], wykreślony z rejestru 20 kwietnia 2005[10])
- Ruch Programowo-Metodyczny „Wspólnota Felkowa” (nr 7 w rejestrze ruchów, wpisany do rejestru 20 grudnia 2000[9], wykreślony z rejestru 30 czerwca 2013[14])
- Ruch Programowo-Metodyczny „Akademicy” (nr 12 w rejestrze ruchów, wpisany do rejestru 29 stycznia 2010[15], rozwiązany na wniosek Zjazdu Ruchu, 30 września 2018[16], na jego miejsce powołani Zespół Harcerstwa Akademickiego Wydziału Wsparcia Metodycznego).

## Związek Harcerstwa Rzeczypospolitej
W Związku Harcerstwa Rzeczypospolitej mogą powstać dobrowolne ruchy programowo-metodyczne, dla realizacji określonych celów lub z uwagi na specyfikę działania. Skupiają członków i jednostki organizacyjne ZHR.
Ruchy programowo-metodyczne mogą mieć zasięg środowiskowy, regionalny i ogólnozwiązkowy.
Zatwierdza je poprzez ogłoszenie regulaminu wewnętrznego oraz rozwiązuje:
a) Rada Naczelna, po zasięgnięciu opinii Naczelniczki Harcerek i Naczelnika Harcerzy dotyczy ruchów o zasięgu ogólnokrajowym,
b) Naczelnictwo, po zasięgnięciu opinii właściwej komendantki chorągwi harcerek i właściwego komendanta chorągwi harcerzy – dotyczy ruchów o zasięgu regionalnym lub środowiskowym.
Ruchy programowo-metodyczna stanowią płaszczyznę wymiany doświadczeń i upowszechniania inicjatyw metodycznych i programowych lub współpracy drużyn specjalistycznych albo związanych tradycją i specyfiką działania.
Ruchy programowo-metodyczne nie mogą utrudniać pracy jednostek organizacyjnych w określonej Statutem strukturze Związku.
Cele oraz zasady funkcjonowania i organizacji ruchów programowo-metodycznych powinny zakładać budowanie wspólnoty instruktorskiej Związku.
Cele oraz zasady funkcjonowania i organizacji ruchów programowo-metodycznych określają ich wewnętrzne regulaminy, podlegające zatwierdzeniu przez władzę która zatwierdziła dany ruch.
W ZHR działają:
- Salezjański Ruch Programowo-Metodyczny „Dęby”,
- Wodny Ruch Programowo-Metodyczny,
- Jeździecki Ruch Programowo-Metodyczny „Rumak”,
- Ruch Programowo-Metodyczny „Wschód”.